# Forstmehren

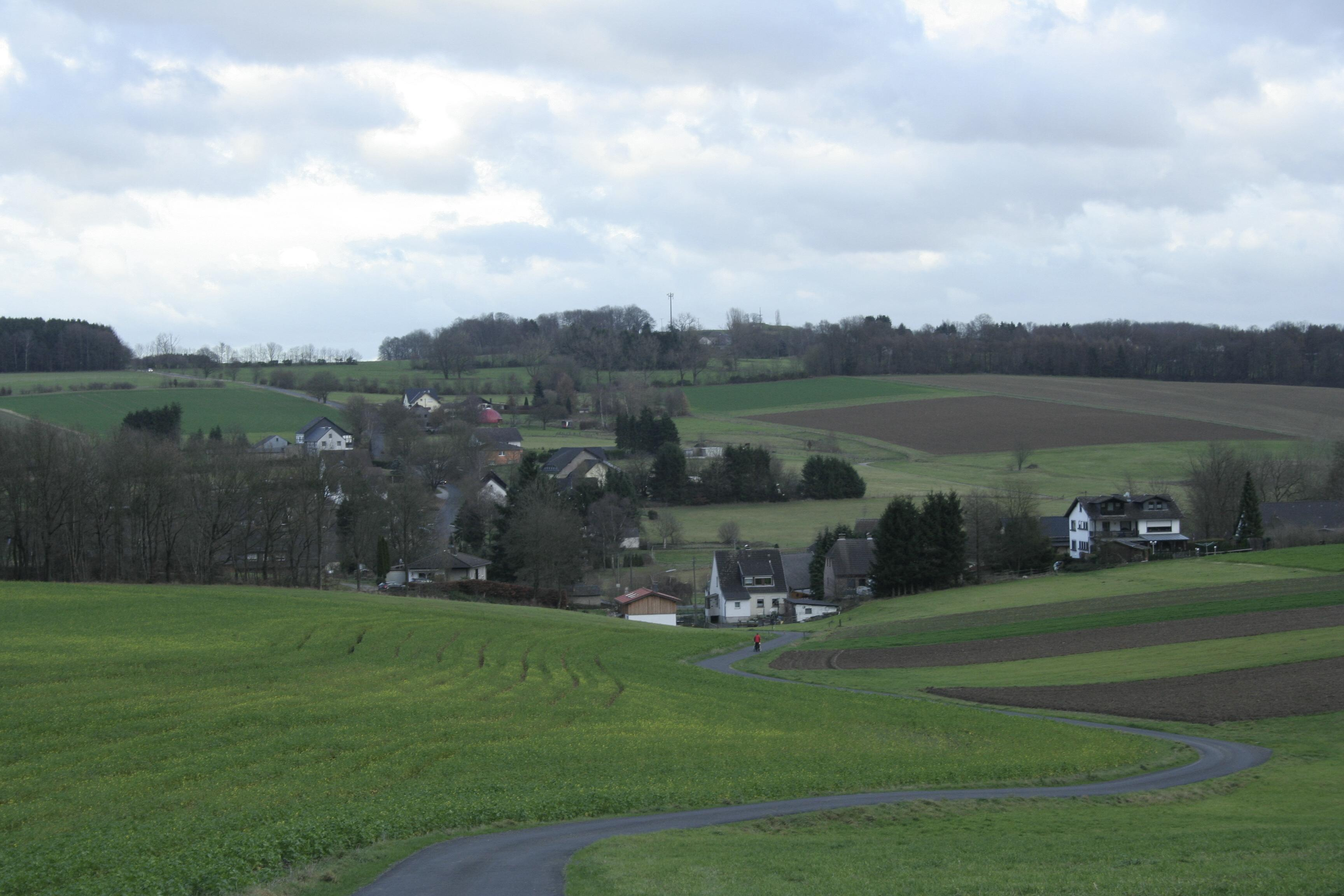
Blick von Westen über Forstmehren

Forstmehren ist eine Ortsgemeinde im Landkreis Altenkirchen (Westerwald) in Rheinland-Pfalz. Sie gehört der Verbandsgemeinde Altenkirchen-Flammersfeld an.

## Geographische Lage
Forstmehren liegt am Mehrbach, etwa zwei Kilometer südwestlich von Weyerbusch, und jeweils etwa einen Kilometer entfernt von der Bundesstraße 8 im Norden und der Landesstraße 267 im Osten. Weitere Nachbargemeinden sind Hasselbach im Norden, Kraam im Süden, Rettersen im Westen und Ersfeld im Südwesten.

## Geschichte
Forstmehren wurde im Jahre 1283 als Worstmere erstmals erwähnt. Nach Unterlagen der Abtei Marienstatt hat zu dieser Zeit bereits eine Mühle am Ort bestanden. 1740 wurde eine Neue Mühle urkundlich erwähnt. 1788 bestand im Ort eine Winterschule, die von 17 Kindern besucht wurde. Der erste Ortsvorsteher, Friedrich Eichelhard, unterzeichnete gemeinsam mit dem Amtsinhaber der Bürgermeisterei Weyerbusch, Friedrich Wilhelm Raiffeisen, ein bis heute erhaltenes Sitzungsprotokoll. Gegen Ende des Zweiten Weltkrieges wurde Forstmehren teilweise zerstört. In einem Wald in Richtung auf Weyerbusch befanden sich mehrere V1-Stellungen im Bau.
Bevölkerungsentwicklung
Die Entwicklung der Einwohnerzahl, die Werte von 1871 bis 1987 beruhen auf Volkszählungen:
| Jahr | Einwohner |
| 1815 | 96        |
| 1835 | 131       |
| 1871 | 117       |
| 1905 | 127       |
| 1939 | 118       |
| 1950 | 134       |

| Jahr | Einwohner |
| 1961 | 140       |
| 1970 | 138       |
| 1987 | 132       |
| 1997 | 162       |
| 2005 | 154       |
| 2023 | 164       |

## Politik

### Gemeinderat
Der Gemeinderat in Forstmehren besteht aus sechs Ratsmitgliedern, die bei der Kommunalwahl am 9. Juni 2024 in einer Mehrheitswahl gewählt wurden, und dem ehrenamtlichen Ortsbürgermeister als Vorsitzendem.

### Bürgermeister
Steffen Weser wurde am 26. Juli 2019 Ortsbürgermeister von Forstmehren. Bei der Direktwahl am 26. Mai 2019 war er mit einem Stimmenanteil von 66,33 % gewählt worden. Bei der Direktwahl am 9. Juni 2024 wurde er als einziger Bewerber mit 81,3 % für weitere fünf Jahre wiedergewählt.
Weser ist Nachfolger von Harald Gollek (Bürgermeister 2014–2019) und Erhard Burmester(2004–2014).

### Wappen
Blasonierung: "Unter silbernem bogenförmigen Schildhaupt, darin ein roter Milan, von Rot und Gold geteilt. Im mittleren roten Teil mittig ein silbernes Mühlrad, begleitet rechts von einem silbernen Notenschlüssel und links von einer silbernen Kornähre. Unten in Gold ein blauer Wellenbalken."

## Sehenswürdigkeiten und Kultur
Die Forstmehrener Mühle, seit 1952 außer Betrieb, ist eine frühere Bannmühle und heute in Privatbesitz.
In einem Kuppelbau aus Lehm des in Forstmehren ansässigen Musikers Thomas Kagermann finden regelmäßig öffentliche kulturelle Veranstaltungen wie Lesungen und Konzerte statt.
Siehe auch: Liste der Kulturdenkmäler in Forstmehren

## Wirtschaft und Infrastruktur
Der Ort verfügt über drei landwirtschaftliche Erwerbsbetriebe und mehrere Gewerbebetriebe. Der Plan eines Investors, einen größeren Hotelkomplex zu errichten, scheiterte nach kontroverser Diskussion in der Bevölkerung im Dezember 2011 am Votum des Forstmehrener Gemeinderates, mit dem eine Änderung des Flächennutzungsplans abgelehnt wurde.

## Persönlichkeiten
Ehrenbürger
- Heinrich Baum (1921–2015), langjähriges Ratsmitglied und Beigeordneter, Träger des päpstlichen Ehrenzeichens Pro Ecclesia et Pontifice, Ehrenbürger von Forstmehren seit 2000[13]

Wohnhafte oder mit dem Ort verbundene Personen
- Ebrahim Berdjas (1946–2012), Künstler und Grafikdesigner
- Thomas Kagermann (* 1950), Musiker
- Tom Dams, Musiker und Musikproduzent